# Oficinas económicas y comerciales de las misiones diplomáticas de España en el exterior
Las Oficinas Económicas y Comerciales de las Misiones Diplomáticas de España (OFECOMES) son un conjunto de 105 sedes distribuidas por todo el mundo  que dependen de la Secretaría de Estado de Comercio de España, según lo establecido por el Real Decreto 632/1987, de 8 de mayo, sobre organización de la Administración del Estado en el exterior. Su principal función es apoyar y facilitar la internacionalización de las empresas y emprendedores españoles en los mercados extranjeros, ofreciendo información económica, asesoramiento y servicios personalizados en los países de su demarcación. 
Además de su labor empresarial, las OFECOMES también se encargan de representar oficialmente a la Administración española en sus relaciones institucionales económicas y comerciales ante los gobiernos de los países donde operan. La primera oficina se estableció en Lisboa en 1952, y celebró su 70 aniversario en 2022.

## Objetivos y funciones
Las OFECOMES u Oficinas Económicas y Comerciales de las Embajadas de España desempeñan un papel fundamental en la estrategia de internacionalización de las empresas españolas. Entre sus principales objetivos se encuentran:
1. Fomentar la presencia de las empresas españolas en los mercados internacionales, aprovechando las ventajas que ofrecen los vínculos institucionales, económicos y comerciales entre España y otros países [5]
2. Facilitar a las compañías exportadoras el acceso a información sobre las oportunidades,[6] riesgos y condiciones de los mercados internacionales, así como participar en actividades de promoción y establecer contactos [7] con potenciales clientes y socios en el extranjero
3. Promocionar la imagen de España en el exterior mediante el impulso del Comercio internacional
4. Atraer inversiones extranjeras hacia España para contribuir a su desarrollo económico y social[8]

Para cumplir con estos objetivos, las oficinas desarrollan diferentes funciones para contribuir a la internacionalización de las empresas españolas y repercutir con un impacto positivo en la economía española. Estas son:   
- Elaborar informes de Inteligencia de mercados que proporcionen información actualizada y relevante sobre la situación económica, comercial, financiera y regulatoria de los países donde están ubicadas las oficinas.
- Asesorar a las empresas [10]sobre aspectos legales, fiscales, aduaneros o logísticos[11] que puedan influir en su actividad en el exterior.
- Organizar actividades y eventos de promoción comercial,[12] como la participación en ferias y la realización de presentaciones y encuentros empresariales, para dar a conocer la oferta española a nivel internacional.
- Dar soporte en las gestiones administrativas relacionadas con la Exportación, tales como la tramitación de solicitudes de certificados, visados, permisos y otros documentos necesarios para el comercio exterior.[13]

## Historia
La red exterior de comercio de España se remonta al año 1930, cuando se aprobó el Real Decreto-ley 681/1930, de 26 de febrero de 1930. Este decreto estableció el cuerpo superior de técnicos comerciales y economistas del Estado, además de autorizar la apertura de las primeras oficinas comerciales en otros países. Desde entonces, esta red ha experimentado una expansión y diversificación continua, adaptándose a las transformaciones económicas y geopolíticas del mundo. 

### 1930-1974: creación del Cuerpo Superior de Técnicos Comerciales y Economistas del Estado y las Oficinas Económicas y Comerciales
El Cuerpo Superior de Técnicos Comerciales y Economistas del Estado se creó en 1930 mediante el Real Decreto-ley 681/1930, con el objetivo de impulsar la política comercial exterior de España. Este cuerpo tiene como funciones  asesorar al Gobierno en materia de Comercio internacional y negociar acuerdos y tratados con otros países

#### Apertura de las primeras OFECOMES
El inicio de las primeras Oficinas Económicas y Comerciales (OFECOMES) se remonta a mediados del siglo XX, coincidiendo con la expansión e integración económica de España en Europa  y el mundo. 
La primera OFECOMES se estableció en Lisboa, Portugal, en 1952, para fortalecer las relaciones comerciales entre España, Portugal y los países africanos de habla portuguesa. Desempeñó un papel esencial que facilitó una mayor apertura de los mercados entre ambos países. 
La segunda oficina comercial se inauguró en Atenas, Grecia, en 1968, con el objetivo de promover el comercio bilateral entre España y Grecia, así como con otros países del Mediterráneo oriental, contribuyendo a la consolidación de las exportaciones españolas en la región. 
En 1972 se estableció la Oficina Económica y Comercial de España en Puerto Rico, marcando el inicio de una relación económica y comercial entre ambos territorios. Durante las últimas cinco décadas, las empresas españolas han desempeñado un papel crucial en la reconstrucción y el desarrollo de la isla. Este tipo de colaboración bilateral es fundamental para fortalecer los lazos entre naciones y promover el crecimiento económico mutuo. 
Posteriormente, en 1974 se abrió la oficina comercial de Berlín, Alemania, con la finalidad de potenciar las exportaciones españolas al mercado alemán, especialmente en los sectores industriales y agroalimentarios. Esta oficina, facilitó la adaptación de las empresas españolas a las exigencias y normativas del mercado alemán, uno de los más grandes y competitivos de Europa.

### 1978-1982: apertura de oficinas comerciales en África y América
Entre 1978 y 1982, España amplió su presencia comercial en África y América mediante la apertura de varias oficinas. La primera de ellas se estableció en Abiyán, Costa de Marfil, en 1978, con el objetivo de facilitar el intercambio comercial entre España y los países de África occidental. Costa de Marfil es un socio estratégico para España, ya que representa el 60% del PIB de la región y ofrece oportunidades de negocio en sectores como el comercio, la agricultura y la industria. 
En 1982, se inauguraron dos oficinas comerciales en América: una en Chicago, Estados Unidos, y otra en Lima, Perú. La oficina de Chicago se dedicaba a asesorar a las empresas españolas que querían acceder al mercado estadounidense, especialmente en los ámbitos de bienes de consumo, maquinaria y servicios. Mientras que la de Lima se encargaba de fomentar las relaciones comerciales entre España y Perú, así como con otros países andinos. 

### 1983-1984: expansión por Asia y aterrizaje en Oceanía
La expansión comercial de España en Asia y Oceanía comenzó en la década de 1980 con la apertura de varias oficinas comerciales en estos continentes. Las oficinas pretendían facilitar el acceso de empresas españolas a los Mercados emergentes y promover el comercio bilateral y la cooperación económica.  
A continuación, se presenta un resumen de las oficinas comerciales abiertas en Asia y Oceanía entre 1983 y 1984: 
- Nueva Delhi, India: Fue la primera oficina comercial de España en el continente asiático, abierta en 1983. Su función era facilitar la entrada de las empresas españolas al mercado indio, especialmente en los sectores de infraestructuras, energía y tecnología.

- Yakarta, Indonesia: Fue la segunda oficina comercial de España en Asia, también abierta en 1983. Tenía la responsabilidad de promover el comercio bilateral entre España e Indonesia, así como con otros países del Sudeste Asiático. Con el apoyo de esta oficina, se organizaron misiones comerciales para empresas españolas,[26] se facilitó la participación en ferias y eventos sectoriales,[27] y se firmaron acuerdos de cooperación económica y técnica.

- El Cairo, Egipto: Fue una de las primeras OFECOMES de España en África, abierta en 1984. Su objetivo era fomentar las exportaciones españolas al mercado egipcio,[28] especialmente en los sectores de turismo, construcción y agroindustria. Gracias al trabajo conjunto con esta oficina, España se consolidó como un destino turístico preferente para los egipcios, se adjudicaron obras públicas y privadas a empresas españolas, y se incrementaron las ventas de productos agroalimentarios españoles.

#### Apertura en Australia
Sídney, Australia, fue el lugar de la primera apertura de una oficina en Oceanía en 1984. Esta iniciativa tenía como objetivo proporcionar apoyo a las empresas españolas que deseaban ingresar al mercado australiano, centrándose especialmente en sectores como transporte, medio ambiente y defensa y así potenciar los intercambios comerciales entre ambos países para fomentar las exportaciones. 
En 1984 se abren trece nuevas oficinas comerciales entre las que se incluyen las de El Cairo y Sídney. Se completa así la presencia de la red exterior de ICEX en los cinco continentes.  
Estas aperturas de oficinas comerciales en Oriente Próximo y Oceanía reflejan el interés de España en expandir sus relaciones comerciales y aprovechar las oportunidades de negocio en estos mercados emergentes. 

### 1984-Actualidad: la Red de OFECOMES en continua expansión
Desde entonces, la Red Exterior de Comercio ha continuado creciendo y diversificando su presencia en distintas regiones del mundo, proporcionando apoyo a las empresas españolas que desean exportar o consolidarse en los mercados internacionales. 
La globalización empresarial de la década de los 90 representó una era de transformación y adaptación para las empresas a nivel mundial. La caída del Telón de Acero y el fin de la Guerra Fría abrieron nuevas oportunidades de mercado y fomentaron la expansión internacional. En Europa, países como Croacia (1993), Eslovaquia (1994), Bosnia-Herzegovina (1997) y Eslovenia (1998), que emergían de periodos de cambio político, se convirtieron en destinos atractivos para las empresas que buscaban establecerse en mercados en desarrollo. En Asia, el crecimiento económico de países como Catar (1993), Vietnam (1994), Líbano (1998), Pakistán (1998) y Kazajistán (1998) atrajo inversiones significativas. África, con ejemplos como Namibia (1990) y Marruecos (1998), también experimentó un incremento en la inversión extranjera, mientras que, en América, la apertura de mercados en ciudades como Sao Paulo (1998) y La Habana (1999) reflejó la creciente importancia de los mercados latinoamericanos. Estos cambios no solo reflejaron estrategias comerciales, sino que también fueron un reflejo de la dinámica política y económica global, marcando un periodo donde la liberalización del comercio  y la apertura de mercados se convirtieron en pilares fundamentales para el crecimiento y la expansión empresarial.
Las oficinas más recientes en unirse a la red fueron inauguradas en Addis Abeba (Etiopía) en 2020 y Duala (Camerún) en octubre de 2023. Esta expansión responde al objetivo de respaldar la internacionalización de las empresas españolas en el mercado africano y promover una presencia sólida y creciente de España en el continente, lo que se refleja en la estrategia "Horizonte África". 
Dicha estrategia se centra en varios sectores clave, incluyendo infraestructuras energéticas, agua y saneamiento, infraestructura básica, agroindustria, sector ferroviario e ingeniería y consultoría. Estos han sido identificados como áreas de interés para las empresas españolas, además de ser prioridades en los países receptores. Además, se otorgará prioridad a proyectos que fomenten la transición verde, como la economía circular y el hidrógeno verde. 
Está prevista la apertura de la oficina de Dar es-Salam (Tanzania) para 2024.

### Oficinas Económicas y Comerciales de las misiones diplomáticas de España en el exterior
- OFECOMES